# Blyth Daly
Blyth Daly, también llamada Blythe Daley (Londres, 5 de diciembre de 1901 – Los Ángeles, 16 de octubre de 1965) fue una actriz que actuó en producciones teatrales en Broadway y que apareció en varias películas mudas y sonoras. Es más conocida por sus relaciones y amistades en el submundo de la comunidad de actrices lesbianas de Hollywood y Nueva York que por su propia carrera como actriz. Era hija del reconocido actor teatral Arnold Daly y su esposa Mary Blythe.
En 1919, Frank Case, gerente del Algonquin Hotel, comenzó a recibir a miembros populares y conocidos de la comunidad de actores y escritores, y el grupo fue bautizado como la "Mesa redonda del Algonquin", con miembros como Edna Ferber, la actriz Tallulah Bankhead, Harpo Marx y otros. Daly, que nunca fue miembro habitual del grupo, asistía gracias a su relación con Bankhead, Estelle Winwood y la actriz Eva Le Gallienne, y las cuatro fueron apodadas "The Four Riders of the Algonquin".
Daly era bisexual, al igual que Bankhead, y Le Gallienne era conocida dentro de la comunidad de actores por ser lesbiana. Las tres se hicieron muy amigas y colaboradoras durante décadas, pero de las tres, la carrera de Daly como actriz nunca despegó al mismo nivel. Tuvo muchos papeles secundarios en las primeras películas mudas (siempre sin aparecer en los créditos) y, entre los años 30 y 50, tuvo muchas pequeñas apariciones tanto en películas mudas como sonoras, que fueron disminuyendo con el paso del tiempo, mientras que no logró conseguir papeles intermedios o protagonistas. En la década de 1960 había desaparecido casi por completo, salvo por un papel secundario en The Chapman Report (1962).
Daly murió el 16 de octubre de 1965, a los 63 años.

## Filmografía
- The Chapman Report (1962)
- A Star Is Born (1954) como Miss Fusselow
- The Model and the Marriage Broker (1951) como receptionista
- It's a Joke, Son! (1947) como miembro de Daughters of Dixie
- That's Gratitude (1934) como Nora
- Her Man (1930) como chica de Dance Hall